# Gare d’Entzheim-Aéroport
Gare d’Entzheim-Aéroport egy repülőtéri vasútállomás Franciaországban, Entzheim településen, a Strasbourgi repülőtér közelében.

## Vasútvonalak
Az állomást az alábbi vasútvonalak érintik:
- Strasbourg–Saint-Dié-vasútvonal

## Kapcsolódó állomások
A vasútállomáshoz az alábbi állomások vannak a legközelebb:
- Gare de Holtzheim
- Gare de Duppigheim (Gare de Molsheim)
- Gare de Molsheim
- Gare de Lingolsheim (Gare de Strasbourg)
- Gare de Strasbourg